# 三式対戦車手榴弾

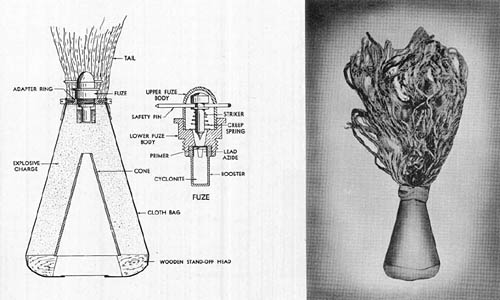
構造及び側面図

三式対戦車手榴弾（さんしきたいせんしゃしゅりゅうだん）とは、太平洋戦争中に日本軍が開発した対戦車用手榴弾である。三式手投爆雷とも呼ばれる。戦争末期のフィリピン戦や沖縄戦などで実戦投入された。

## 概要
昭和18年（西暦1943年、皇紀2603年）に制式化されたもので、貴重な金属資源を極力使用しない省資源型の歩兵用対戦車兵器として開発され、本土決戦に備えて相当数が製造された（昭和19年度：200,000個、昭和20年度：56,700個、合計256,700個)。また米軍に鹵獲されたものにはフィリピンなど現地部隊において自作生産されたと推測される型も存在する。
一般的な手榴弾とは違い円錐形の弾体は麻袋に包まれ、外部に剥き出しになっていない。そのため外観は「房のついた麻袋」であり、一見した限りでは投擲兵器には見えない。直径10cmほどの円錐形の弾体底部は、金属製のライナー（内張り）で成型炸薬の原理を応用した円錐状の空間が仕切られており、反対の先端部には撃針を内蔵した着発信管があり使用時以外は撃針は安全ピンで固定されている。
使用時は外袋の房のついた先端部を開き、着発信管の安全ピンを抜いた後に先端部を戻し麻束を握って投擲する。この麻束は一種のドラッグシュートとして投擲後の手榴弾の空中姿勢を安定させ手榴弾は底部から目標に命中、その瞬間衝撃で着発信管が作動することにより成形炸薬の効果は最大化され、目標の装甲車両の装甲板を穿孔、内部を破壊する。戦争末期に構想された臨時の対戦車兵器ではあるが、このドラッグシュートと着発信管の組み合わせは、同時代のRPG-43手榴弾、RPG-6手榴弾や、RKG-3手榴弾などの後代の対戦車手榴弾にも同じ構造を持ったものがある。
九七式手榴弾等の一般的な手榴弾に比べて倍以上の重量があるため投擲距離をさほど大きく取れたとは考え難いが、本体は麻袋に覆われかつ木製であり破片効果を発生させる部材も存在していないため、使用者自身が爆発で受ける被害は受忍されていたと思われる。
三式対戦車手榴弾には、大小2種類あり、大は撃角45度で80㎜の装甲板を穿孔し、小は同条件で50㎜の装甲板を穿孔することができた。

## アメリカ軍による調査報告内容
U.S. Office of Chief of Ordnanceでは鹵獲した本弾薬の調査を行っている。
三式対戦車手榴弾に使用された炸薬は、TNTおよびPETNを50対50で混合し、キャスト状の成形炸薬としたものである。この炸薬の内側に薄いアルミニウム製のコーンが装着された。さらに底部には爆発の際、装甲との一定の間隙を設けるための木製のスペーサーが付けられた。円錐形状の頂部には信管、そして尾部の房が付けられている。
成形炸薬は円錐形状にまとめられ、ワックスの塗布された薄紙で保護されている。また頂部には穴が設けられており、これは信管の爆薬を収容するためのものである。キャスト状の輪がサイクロナイトの爆薬を包んでいる。信管は常働信管で衝撃により発火し、二つの部分から構成され、これらは互いに繋がれている。
信管は手榴弾が約12m/s以上の速度で投げられない限り、また硬い表面に衝突しない際、機能しない。木製の底部は適度なスタンドオフの距離を維持する。底面には開口部が開かれているが、この直径は内部の円錐状空間のそれよりやや小さい。
手榴弾は布で被覆され、色は白色またはオリーブドラブである。また底部で糸により閉じられている。房状の尾部は麻製で、手榴弾の頂部で巻き締められており、飛行姿勢に安定を与える。この兵器は約5cmの装甲板を貫通し、およそ10mの距離から投擲すべきものである。
この手榴弾の改修版が回収され、タイプBと呼ばれた。この兵器は以前フィリピンで投入された手榴弾と以下の点で異なっている。これはより小型で、被覆の布はキャンバスの代わりに黄色の絹が用いられ、信管は手榴弾の頂部で金属製の基部にねじ込まれていた。信管の本体は金属製であり、先が一つ分かれた安全ピンが付けられている。また起爆薬の収められた管はより太くなっている。
報告書によれば、同型式でかつ大型のものが存在し、これは九四式爆薬が使われている。

## 仕様
使用する火薬の種類や量により、甲、乙、丙の3種類が存在する。
甲
- 全長: 17.3cm
- 直径: 11cm
- 全重: 1,270g
- 炸薬量: 853g(RDX・TNA)

乙
- 全長: 14.8cm
- 直径: 10cm
- 全重: 853g
- 炸薬量: 690g(PETN・TNT)

丙
- 全長: 15cm
- 直径: 10cm
- 全重: 830g
- 炸薬量: 690g(ピクリン酸)

## 類似兵器

### 円錐爆雷
日本陸軍が使用していた対戦車兵器。1944年7月以降に配備され、有孔爆薬とも呼ばれる。
三式対戦車手榴弾と同じノイマン効果を利用しているが、円錐爆雷は戦車の甲板上に設置し、10秒延期の信管を作動させて使用する。
円錐爆雷は炸薬の量によって複数の種類が存在し、炸薬量が増えるほど貫通力が増大した。
たとえば、2瓩円錐爆雷は150㎜以下の装甲を、4瓩円錐爆雷ならば200㎜の装甲板を貫通できた。